# الاونیل والاریوان
الاونیل والاریوان (Tamil pronunciation:&nbsp;[ɪɭəʋe:nɪl̪ ʋɑ:l̪əɾɪʋən]) یک ورزشکار تیراندازی از کودالور، تامیل نادو، هند است که توسط OGQ پشتیبانی می‌شود. الاونیل نماینده هند در جام جهانی تیراندازی جوانان ۲۰۱۸ بود و مدال طلا گرفت و در بازی‌های دانشگاهی جهانی در سال ۲۰۱۹ نقره گرفت و پس از آن در مسابقات تیراندازی جام جهانی جوانان ۲۰۱۹ طلا گرفت. او اولین بار در جام جهانی تفنگ بادی ۱۰ متر ۲۰۱۹ در ۲۸ اوت با امتیاز ۲۵۱٫۷ در ریو دو ژانیرو قهرمان شد. او همچنین برنده جایزه آرجونا (۲۰۲۲) است.
الاونیل در فینال جام جهانی در مونیخ، جام جهانی تیراندازی ۲۰۱۹ با امتیاز ۲۰۸٫۳ چهارم شد. او در مسابقات قهرمانی آسیا با تفنگ بادی ۱۰ متر در تائویوان، تایپه، اولین مدال طلای انفرادی خود را در رده بزرگسالان با امتیاز ۲۵۰٫۵ به دست آورد. او همچنین دو طلا جام جهانی جوانان و یک نقره مسابقات قهرمانی جهانی جوانان ۲۰۱۸ کسب کرد.

## مسابقات بین‌المللی

### قهرمانی جهان
| سال  | مسابقات قهرمانی               | محل      | رویداد                     | رتبه   | نمره                        |
| ---- | ----------------------------- | -------- | -------------------------- | ------ | --------------------------- |
| ۲۰۱۸ | تیراندازی قهرمانی جوانان جهان | چانگ وون | تفنگ بادی ۱۰ متر زنان      | 2      | امتیاز: ۶۳۱٫۰، نهایی: ۲۴۹٫۸ |
| ۲۰۱۸ | تیراندازی قهرمانی جوانان جهان | چانگ وون | تفنگ بادی ۱۰ متر تیمی میکس | سیزدهم | امتیاز: ۸۲۹٫۵               |

### تفنگ بادی ۱۰ متر
| سال  | مسابقات قهرمانی  | محل   | رویداد                | رتبه | نمره                        |
| ---- | ---------------- | ----- | --------------------- | ---- | --------------------------- |
| ۲۰۱۹ | جام جهانی جوانان | زول   | تفنگ بادی ۱۰ متر زنان | 1    | امتیاز: ۶۲۷٫۵، نهایی: ۲۵۱٫۶ |
| ۲۰۱۸ | جام جهانی جوانان | زول   | تفنگ بادی ۱۰متر زنان  | 1    | امتیاز: ۶۳۰٫۵، نهایی: ۲۵۱٫۷ |
| ۲۰۱۸ | جام جهانی جوانان | سیدنی | تفنگ بادی ۱۰ متر زنان | 1    | امتیاز:۶۳۱٫۴، نهایی: ۲۸     |

### تیمی میکس
| سال  | مسابقات قهرمانی    | محل   | رویداد                     | رتبه | نمره                        |
| ---- | ------------------ | ----- | -------------------------- | ---- | --------------------------- |
| ۲۰۱۸ | جام جهانی نوجوانان | زول   | تفنگ بادی ۱۰ متر تیمی میکس | 1    | امتیاز: ۸۳۶٫۲، نهایی: ۴۹۸٫۶ |
| ۲۰۱۸ | جام جهانی نوجوانان | سیدنی | تفنگ بادی ۱۰ متر تیمی میکس | ۴    | امتیاز: ۸۳۲٫۲، نهایی: ۳۸۹٫۱ |

## جام جهانی

### تفنگ بادی ۱۰ متر
| سال  | مسابقات قهرمانی | محل         | رویداد           | رتبه  | نمره                        |
| ---- | --------------- | ----------- | ---------------- | ----- | --------------------------- |
| ۲۰۱۹ | جام جهانی       | پوتیان      | تفنگ بادی ۱۰ متر | ۱     | امتیاز: ۶۳۱٫۱، نهایی: ۲۵۰٫۸ |
| ۲۰۱۹ | جام جهانی       | ریودوژانیرو | تفنگ بادی ۱۰ متر | ۱     | امتیاز: ۶۲۹٫۴، نهایی: ۲۵۱٫۷ |
| ۲۰۱۹ | جام جهانی       | مونیخ       | تفنگ بادی ۱۰ متر | ۴     | امتیاز: ۶۳۲٫۷، نهایی: ۲۰۸٫۵ |
| ۲۰۱۹ | جام جهانی       | پکن         | تفنگ بادی ۱۰ متر | هفدهم | امتیاز: ۶۲۶٫۹               |
| ۲۰۱۹ | جام جهانی       | دهلی نو     | تفنگ بادی ۱۰ متر | سی ام | امتیاز: ۶۲۵٫۹               |

## جوایز
- جایزه ورزشی فیچی هند ۲۰۲۰.[۶]
- جایزه آرجونا - ۲۰۲۰

## زندگی شخصی
والاریوان در احمدآباد، گجرات زندگی می‌کند.